# Дезинсекция
Дезинсе́кция (фр. dés-, означающая уничтожение, удаление + лат. insectum — насекомое) — один из видов обеззараживания, представляющий собой уничтожение артроподов (насекомых и клещей), способных переносить трансмиссивные инфекции, вредить запасам продовольствия и растениям, с помощью специальных химических средств, физических средств (путём воздействия горячей воды или пара, электроразрядные, механические) или с помощью биологических средств. 
Под дезинсекцией также понимается процедура уничтожения любых членистоногих, чьё соседство с человеком считается нежелательным: мухи, комары, тараканы, муравьи, постельные клопы, блохи и т. д.

## Профилактическая и очаговая дезинсекция
Профилактическая дезинсекция предусматривает комплекс процедур, нацеленных на создание неблагоприятных условий для появления, развития и размножения на объекте насекомых и клещей. Для медицинских учреждений, жилых объектов и гостиниц она, как правило, заключается в систематической стирке и смене постельного белья, частой уборке помещений, очистке канализационных труб и плановой уборке окружающей территории.
- Очаговая дезинсекция проводится в местах вспышки острых инфекционных заболеваний, переносчиками которых являются членистоногие. Она заключается в полном истреблении переносчиков инфекционных и трансмиссивных болезней на различных стадиях их развития. В зависимости от степени заражения объекта насекомыми, для очаговой дезинсекции применяют физические, механические, химические, биологические средства, а также кишечные инсектициды и фумиганты.

## Виды дезинсекции
- Медицинская дезинсекция проводится в больницах, медицинских клиниках, поликлиниках, родильных домах, психиатрических больницах, санаториях и других медицинских учреждениях. Её цель направлена на достижение полной санитарии внутри помещения и на окружающей территории объекта. Для исключения развития платяных вшей, клопов, блох, тараканов моли и клещей должно проводиться систематическое принятие водных процедур у пациентов, стирка одежды и постельного белья, частая уборка помещений, включая хлорирование. Во избежание появления влаголюбивых насекомых внутри медицинского объекта, канализационная, водопроводная и отопительная системы должны соответствовать всем техническим требованиям.
- Ветеринарная дезинсекция заключается в создании благоприятных и безопасных условий для функционирования ветеринарных клиник, приютов для бездомных животных и подобных учреждений. Поскольку многие животные становятся неумышленными объектами паразитирования клещей и вшей, существует вероятность, что данные учреждения могут быть подвергнуты заражению членистоногими. В связи с этим в центрах лечения домашних животных и приютах для бездомных животных осуществляется систематический комплекс профилактических дезинсекционных мероприятий.
- Сельскохозяйственная дезинсекция – это комплекс процедур по уничтожению членистоногих, которые препятствуют нормальному развитию зерновых, зернобобовых, картофеля, технических и других культур, что также приводит к экономическому убытку. Для осуществления процедур по сельскохозяйственной дезинсекции используются средства с химическим составом (яды, пестициды, инсектициды), которые наносятся на поверхность растений посредством распыления с авиатехники или оросительных систем. Скот в заражённых областях можно купать в специально оборудованных в земле бассейнах, куда заливают эффективные препараты — в тропических странах это повседневная практика[1].

## Методы дезинсекции
- Механические средства, как правило, малоэффективный способ уничтожения членистоногих, но эффективное средство защиты от их укусов. Он предусматривает использование москитных сеток на окнах и вокруг кроватей, и защитных костюмов. Для уничтожения насекомых применяются  электрические мухоловки, липкая лента и бумага.
- Физические средства дезинсекции предусматривают использование специального оборудования, с помощью которого проводится распыление холодного тумана, горячего тумана, а также дезинсекция теплом. Генераторы туманов и нагревательные печи классифицируются в зависимости от возможной площади обработки и делятся на стационарные и мобильные. Помимо данных более современных способов физической дезинсекции, в очагах распространения чесотки и педикулеза проводится кипячение постельного белья, одежды и обуви.
- Биологический способ зачастую применяется для уничтожения личинок мух и комаров. С этой целью используются микробиологические инсектициды, которые являют собой споры энтомопатогенных микроорганизмов и токсины. Наиболее часто биологический метод дезинсекции проводится в небольших водоёмах, подвалах и складских помещениях.
- Химический способ подразумевает использование специальных препаратов, которые для каждого вида членистоногих отличаются своим химическим составом. Для уничтожения насекомых применяют инсектициды, клещей – акарициды, личинок – ларвициды, яиц насекомых – овициды. По способу воздействия на вредителей данные средства также отличаются.[2]

## Воздействие на насекомых
- Для истребления определённого вида членистоногих специально подбирается определённый способ дезинсекции для достижения максимальной эффективности. Так, для уничтожения рыжих домовых муравьёв, тараканов, мух и других организмов с грызущим или лижуще-сосущим ротовым аппаратом зачастую применяются кишечные инсектициды.
- Использование фумигантов эффективно для большинства насекомых, так как поражает дыхательные пути. Тем не менее, распыление фумигационного тумана возможно не на всех объектах, так как данная процедура требует максимальной герметичности помещения, чтобы выделяемое из генератора тумана газообразное вещество полностью заполнило все пространство. Но наиболее часто применяются контактные яды, которые воздействуют на представителей членистоногих непосредственно через контакт с внешними покровами их тела.